# باشا، شهرستان بارنت، ویسکانسین
باشا (به انگلیسی: Bashaw) یک منطقهٔ مسکونی در ایالات متحده آمریکا است که در دیویی واقع شده‌است. باشا ۳۲۳٫۰۹ متر بالاتر از سطح دریا واقع شده‌است.